# Procopius affinis
Procopius affinis är en spindelart som beskrevs av Roger de Lessert 1946. Procopius affinis ingår i släktet Procopius och familjen flinkspindlar.
Artens utbredningsområde är Kongo. Inga underarter finns listade i Catalogue of Life.